# Craterestra proleuca
Craterestra proleuca är en fjärilsart som beskrevs av George Francis Hampson 1894. Craterestra proleuca ingår i släktet Craterestra och familjen nattflyn. Inga underarter finns listade i Catalogue of Life.